# Зайцев, пали! Історія шоумена
«Зайцев, пали! Історія шоумена» — кінофільм режисера Антона Барщевського, що вийшов на екрани в 2010.

## Зміст
Олексій Зайцев буквально живе на сцені. Для нього шоу та кар'єра - головне в житті. Через це його стосунки з другою половинкою дають тріщину. Всі посилюється його звичкою брехати на кожному кроці. Але одного разу герой вирішує почати життя з чистого аркуша і з певного моменту говорити одну лише правду.

## Ролі
| Актор                 | Роль                               |
| --------------------- | ---------------------------------- |
| Валерій Закутский     | -                                  |
| Марина Александрова   | -                                  |
| Михайло Єфремов       | -                                  |
| Марат Башаров         | -                                  |
| Олександр Балуєв      | -                                  |
| Марина Голуб          | Надія Леонідівна, дружина Яковлєва |
| Костянтин Лавроненко  | -                                  |
| Олександр Лазарєв мл. | -                                  |
| Лев Лещенко           | -                                  |
| Аркадій Укупник       | -                                  |

## Знімальна група
- Режисер — Антон Барщевський
- Сценарист — Сергій плотів, Едуард Радзюкевич, Ростислав Кривицький
- Продюсер — Антон Барщевський, Ельміра Айнулова
- Композитор — Сергій Шустіцкій